# Svärdtåg
Svärdtåg (Juncus ensifolius) är en växtart i familjen tågväxter. 